# 콜린 벨레스터
콜린 토마스 벨레스터(Collin Thomas Balester, 1986년 6월 6일 ~ )는 미국 출신의 야구 선수이자, 현재 메이저 리그 디트로이트 타이거스의 선수이다.

## 미국 프로야구 시절
2008년 워싱턴 내셔널스에 입단하였다.

## 한국 프로야구 시절

### 삼성 라이온즈시절
2015년 시즌 종료 후 알프레도 피가로, 타일러 클로이드를 대신해 앨런 웹스터와 함께 영입되었다.
그러나 마운드에 올라왔을 때 볼을 상당히 많이 던져 좋은 모습을 단 한 번도 보여주지 못하였고, 1군 3경기에서 3패 평균자책점 8.03의 좋지 못한 모습을 보인 데다가 팔꿈치 통증으로 1군 엔트리에서 제외되었다.
이후 팔꿈치 염좌로 인해 재활에 들어갔지만, 재활도 더딘 모습을 보였다. 결국 2016년 5월 17일 부로 삼성 라이온즈에서 퇴출되어 2016시즌 외국인 선수 1호 퇴출의 굴욕을 맛봤다. 삼성 라이온즈는 대체 선수로 아놀드 레온을 영입하였다.

## 미국 프로야구 복귀

### 디트로이트 타이거스
2017 시즌 마이너 계약을 하였다.

## 신주
1. ↑  그러나 대체선수인 아놀드 레온 마저 극심한 부진으로 인해 시즌이 끝나고 바로 방출되었다.(문서에서 확인 가능)